# NGC 717
NGC 717 est une galaxie lenticulaire située dans la constellation d'Andromède. NGC 717 a été découverte par l'ingénieur irlandais Bindon Stoney en 1850.

## Caractéristiques
Sa vitesse par rapport au fond diffus cosmologique est de 4 931 ± 53 km/s, ce qui correspond à une distance de Hubble de 72,7 ± 5,2 Mpc (∼237 millions d'al).

## Groupe de NGC 669

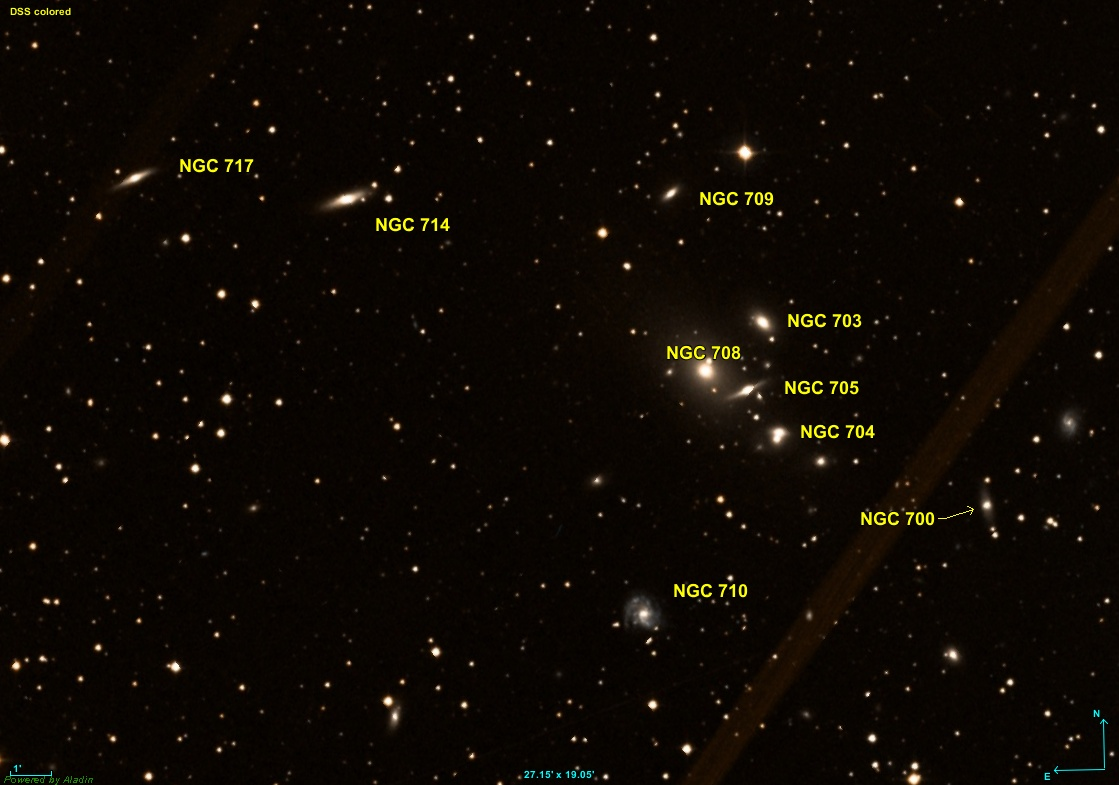
L'amas galactique Abell 262. NGC 759 est en dehors du champ de l'image, à gauche.

NGC 717 fait partie du groupe de NGC 669. Ce groupe comprend plus d'une trentaine de galaxies, dont 15 figurent au catalogue NGC et 3 au catalogue IC.
NGC 717 fait partie de l'amas de galaxies Abell 262, un sous-ensemble du superamas de Persée-Poissons. Les autres galaxies NGC de cet amas qui comprend plus de 100 membres sont : NGC 700, NGC 703, NGC 704, NGC 705, NGC 708, NGC 709, NGC 710, NGC 714 et NGC 759. 